# Lepidodasys worsaae
Lepidodasys worsaae is een buikharige uit de familie van de Lepidodasyidae. De wetenschappelijke naam van de soort werd voor het eerst geldig gepubliceerd in 2011 door Hochberg en Atherton.